# Bystrinski rajon
Der  Bystrinski rajon (russisch Быстри́нский райо́н) ist ein Rajon der Region Kamtschatka im Fernen Osten Russlands.
Verwaltungszentrum ist das Dorf (selo) Esso, das sich knapp 650 Kilometer nordwestlich der Regionshauptstadt Petropawlowsk-Kamtschatski befindet. 
Durch den Rajon fließen die Uksitschan und die Bystraja.
Der Rajon ist das Siedlungsgebiet der Ewenen, Korjaken, Itelmenen, Russen.
Der Bystrinski rajon umfasst zwei Landgemeinden (selskoje posselenije). Neben Esso gibt es nur noch ein Dorf Anagwai. Beide Dörfer werden mit Thermalquellen geheizt.